# زمن العجائب (فلم)
زمن العجائب فيلم مصري تم إنتاجه عام 1952، إخراج حسن الإمام، وأداء فاتن حمامة ومحسن سرحان ومحمود المليجي. ويعتقد أن الفيلم مقتبس عن رواية شرقي عدن للروائي الأمريكي جون ستاينبيك.

## ملخص الفيلم
تاجر الحبوب حمدي يعيش مع ولديه محمود وحسين وابنة أخيه وفاء، يفرق الأب في المعاملة بين محمود وحسين، على أساس أن حسين غير شقيق لمحمود وإن أمه كانت ذات ماضي مشين، في إحدى جولات حسين يكتشف أن أمه سميحه ما هي إلا فوزية رشدى الراقصة، يعرف الحقيقة أيضًا من الأب، يذهب لمقابلة أمه، التي تنكره في البداية. ينشب حريق في مطحن والده، يلجأ حسين في الحصول على المال إلى والدته الراقصة من أجل سداد بعض ديون المطحن، وتوافق الأم، لكن الأب يرفض المال ويطرد ابنه، لكنه يعود بعد أن أصيب بأزمة قلبية وشفى منها بطلب زوجته السابقة في العودة إليه. هي وحسين، ولكنها تفضل الاستمرار في حياتها مع ولدها الذي عاد إليها.

## تمثيل
- فاتن حمامة
- محسن سرحان
- محمود المليجي
- سميحة توفيق
- منسي فهمي
- عبد العزيز أحمد
- كيتي
- ثريا فخري
- زوزو نبيل
- كمال ياسين
- ملك الجمل

## روابط خارجية
- مقالات تستعمل روابط فنية بلا صلة مع ويكي بيانات